# 반향 위치 측정

반향 위치 측정(反響位置測定), 반향 정위([反響定位) 또는 에콜로케이션(echolocation)은 동물이 자신의 입이나 콧구멍으로부터 음파를 발사해, 그 음파가 물체에 부딪쳐 되돌아오는 메아리를 듣고, 물체와 자기와의 거리를 측정하거나 그 물체의 형태 등을 구별하는 것을 말한다. 박쥐 무리가 에콜로케이션을 행하는 것은 예로부터 잘 알려져 있으며, 대체로 박쥐의 청각기는 다른 포유류보다 잘 발달되어 있다. 박쥐는 집음기의 역할을 하는 귓바퀴가 커서 토끼박쥐(큰귀박쥐) 등은 머리의 3배나 된다. 박쥐 무리 중 작은 박쥐류는 에콜로케이션을 이용하여 곤충과 어류를 잡아먹는다. 박쥐 외에 고래류도 반향정위를 이용한다. 

## 같이 보기
- 항해 (생태학)
- 초음파